# Taza (unidad de volumen)

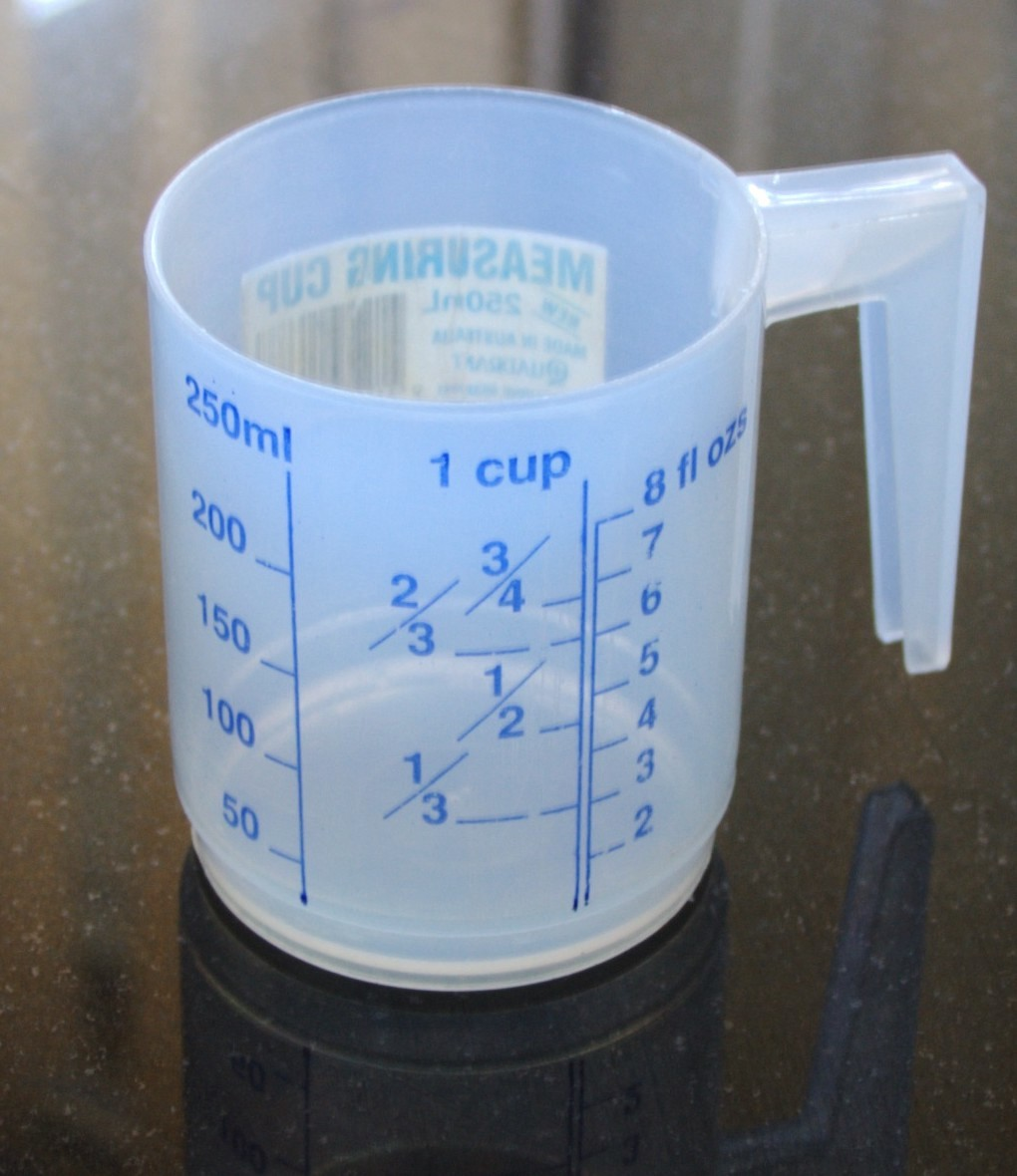
Taza con las medidas indicadas.

En términos de medición, una taza es el volumen de ingredientes de cocina que cabe en una taza. Sin embargo, en el ámbito de la cocina existe una gran variedad de unidades de medida, a veces mezcladas, por lo que deben ser contempladas cuidadosamente para fines prácticos.

## Taza métrica
En los países de América Latina, Australia, Nueva Zelanda y Canadá, una taza equivale a:[cita requerida]
- 250 mL o cm³
- 250 g (cuando se trata de agua)

## Unidades tradicionales de Estados Unidos
En Estados Unidos, una taza equivale aproximadamente a:
- 8 onzas fluidas estadounidenses
- 0,5 pintas estadounidenses
- 14,43 in³
- 236,5 mL o cm³

Además, Estados Unidos cuenta con una taza oficial, regulada por la Administración de Alimentos y Medicamentos, y que equivale aproximadamente a:
- 8,12 onzas fluidas estadounidenses
- 240 mL o cm³

## Unidades imperiales
La taza imperial, ya en desuso, equivale aproximadamente a:
- 10 onzas fluidas imperiales
- 0,5 pintas imperiales
- 17,33 in³
- 284,1 mL o cm³

Sin embargo, el uso de la tasa imperial en el Reino Unido era rara vez usada en la práctica, ya que en la mayoría de las cocinas británicas los ingredientes sólidos y líquidos no se medían en tazas, sino en onzas (líquidas y/o Avoirdupois), libras, pintas y gills.

### Taza canadiense
En la actualidad, Canadá usa la taza métrica, pero antes de la metrificación usaba su propia versión de taza, equivalente aproximadamente a:
- 8 onzas fluidas imperiales
- 0,4 pintas imperiales
- 13,87 in³
- 227,30 ml o cm³